# Mount Wild (Ross Dependency)
Mount Wild ist ein Berg in der antarktischen Ross Dependency. Er ragt rund 4 km westlich des Mount Augusta an den südwestlichen Ausläufern der Königin-Alexandra-Kette auf. 
Die Südgruppe der Nimrod-Expedition (1907–1909) unter der Leitung des britischen Polarforschers Ernest Shackleton entdeckte ihn. Benannt ist er nach Frank Wild (1873–1939), einem Expeditionsteilnehmer und Mitglied der Südgruppe, der insgesamt an vier Forschungsreisen in die Antarktis beteiligt war.